# 피카딜리 서커스

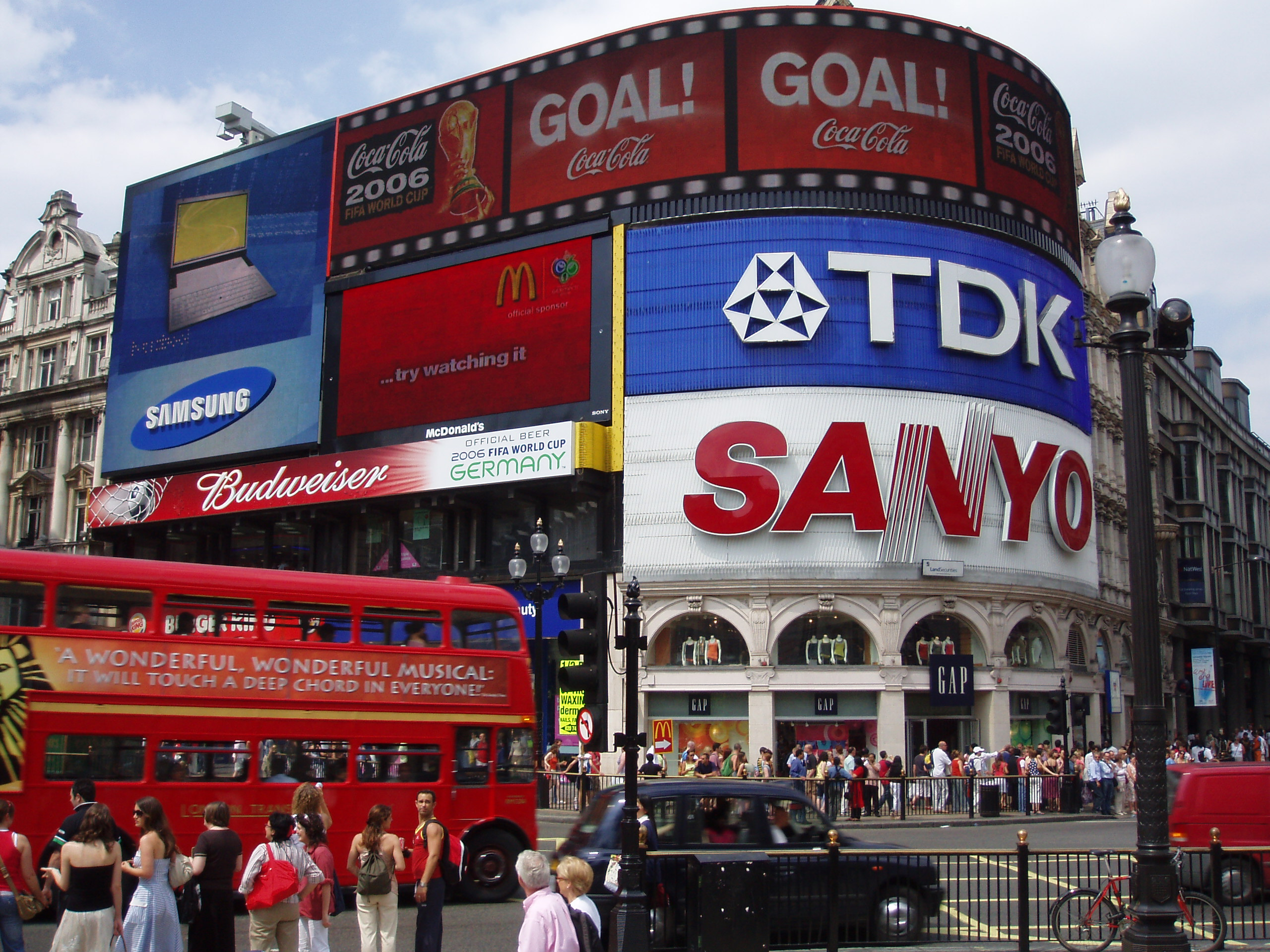
피카딜리 서커스 (2006년)

피카딜리 서커스(Piccadilly Circus)는 영국 잉글랜드 런던에 있는 원형 광장으로 런던의 핵심적 지역 중 하나이다. 원래는 리젠트가와 피카딜리를 연결하는 교차로로서 1819년 세워졌으며 이름의 서커스는 원형을 의미하는 라틴어이다.

## 비추어진 간판
이 광장은 비추어친 간판도 있다.

### 현재까지 사용중인 간판
- 현대자동차
- 더 커브 (원 피카딜리와 유사함)
- 맥도날드
- 삼성
- 코카·콜라
- GAP
- 바클레이즈
- LG (따로 있음)
- 원 피카딜리 (구 피카딜리 라이트)
- 부츠

### 과거에서 사용되었던 간판
- 필립스
- 산요
- 네스카페
- 포스터즈
- 후지필름
- 코닥
- BASF
- 캐논
- 버드와이저
- 버거킹
- 칼스버그 그룹
- 보브릴
- JVC
- BP
- 윔피
- 기네스
- 보다폰 (따로 있었음)
- 에어 인디아
- 스콜
- 슈웹스
- 신자노
- 폭스바겐
- H. 사무엘
- TDK

## 같이 보기
- 부킷빈탕
- 옥스퍼드 서커스
- 시부야 스크램블 교차점
- 타임스 스퀘어
- 영 던다스 스퀘어